# بیک‌آباد
بیک‌آباد (به ازبکی: Bekobod، بېک‌‌آباد) شهری در ولایت تاشکند کشور ازبکستان است که در سرشماری سال ۲۰۲۴ میلادی، ۱۰۴٬۳۰۰ نفر جمعیت داشته است.